# Saltfjellet
Saltfjellet és una serralada del comtat de Nordland, Noruega, que separa les dues regions tradicionals de Helgeland i Salten. També és una frontera cultural entre el sud i el centre de la Lapònia.
Hi ha dues principals rutes de transport a través de les muntanyes: la ruta europea E06 i la línia de ferrocarril "la línia de Nordland". L'autopista E06 es va inaugurar el 1937 i va ser asfaltada el 1972. Fins al 1968 la carretera va ser tancada a l'hivern. La línia de ferrocarril va ser construïda sobre la muntanya durant la Segona Guerra Mundial i va obrir les portes el 1947.
La serralada duu el nom del districte de Salten, i l'últim element de la paraula és la forma finita de Fjell que significa "muntanya".

## Geografia i medi ambient
Saltfjellet és una de les serralades més grans de Noruega, i és també per on el cercle polar àrtic travessa el país. Aquesta serralada se situa en set municipis: la part nord és part de Saltdal, Bodø, Beiarn i Gildeskål, la part occidental de Meløy i Rødøy mentre que la part sud és de Rana.
La muntanya més alta és l'Ølfjellet, de 1.751 metres sobre el nivell del mar. Les muntanyes s'estenen des de la costa fins a la frontera amb Suècia. La glacera de Svartisen és en realitat dues glaceres separades per la vall de Glomdalen, per on passa el riu Glomma. La Svartisen occidental és la segona glacera més gran de la part continental de Noruega, i forma part del Parc Nacional de Saltfjellet-Svartisen. Hi ha moltes altres glaceres també. Un total de 2.587 quilòmetres quadrats de la zona estan protegits. Diverses llargues valls irradien des de les muntanyes, com les de Dunderlandsdal i Blakkådalen, que van cap al sud, o les de Saltdal i Beiarn, que van cap al nord. La part oriental de la serralada forma un altiplà amb algunes muntanyes de pendent suau, i és aquí on la carretera i el ferrocarril creuen Saltfjellet. Tant la carretera i com el ferrocarril s'aprofiten de les valls de Dunderlandsdal i Saltdaldalen per fer la distància a la tundra alpina, que sovint rep grans tempestes de neu a l'hivern. La part occidental és més alpina i escarpada, i aquí és on la llengua de la glacera de la Svartisen occidental gairebé arriba fins al fiord de Vefsn.

## Galeria

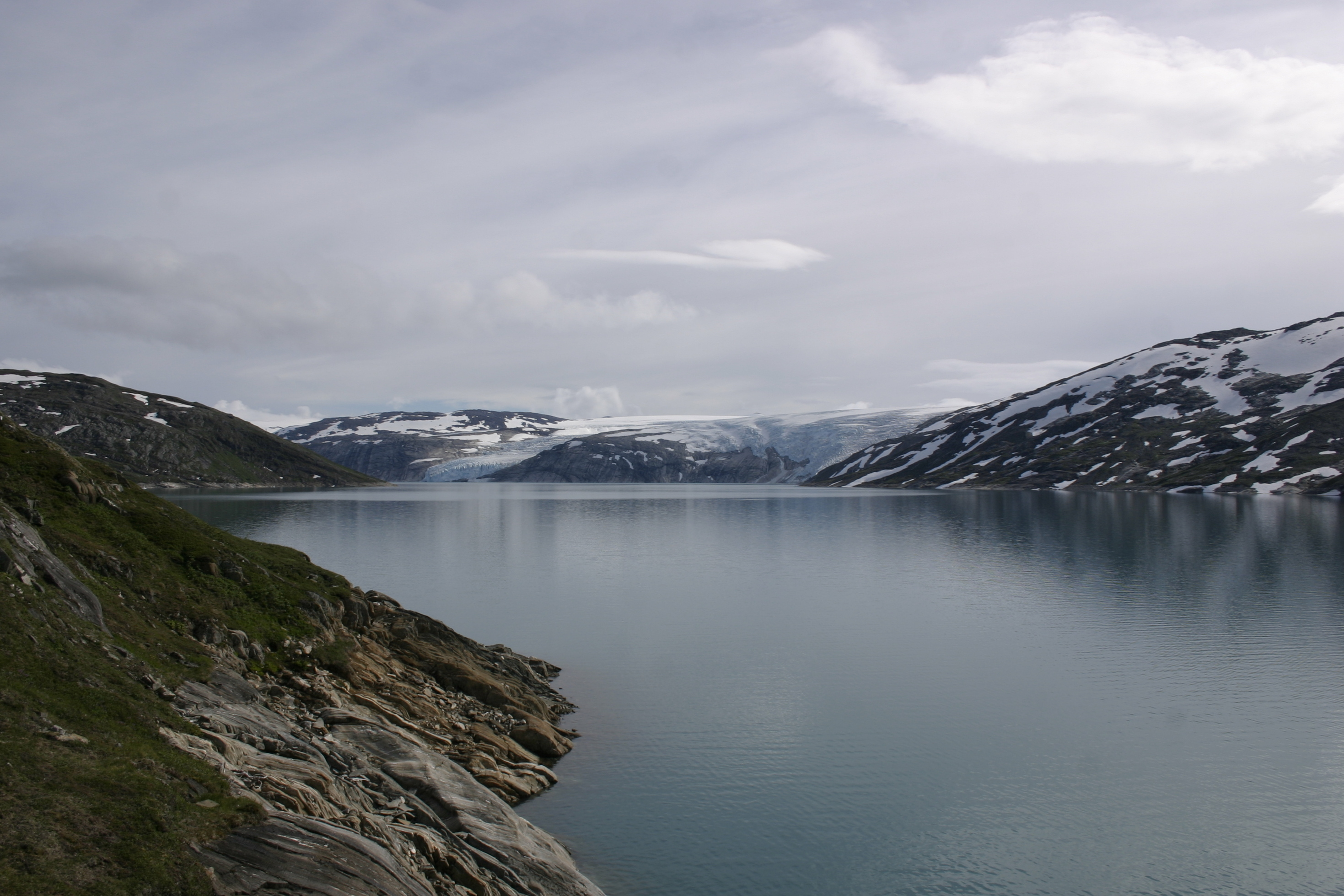
Storglomvatnet (llac), amb aigua provinent de la glacera Svartisen
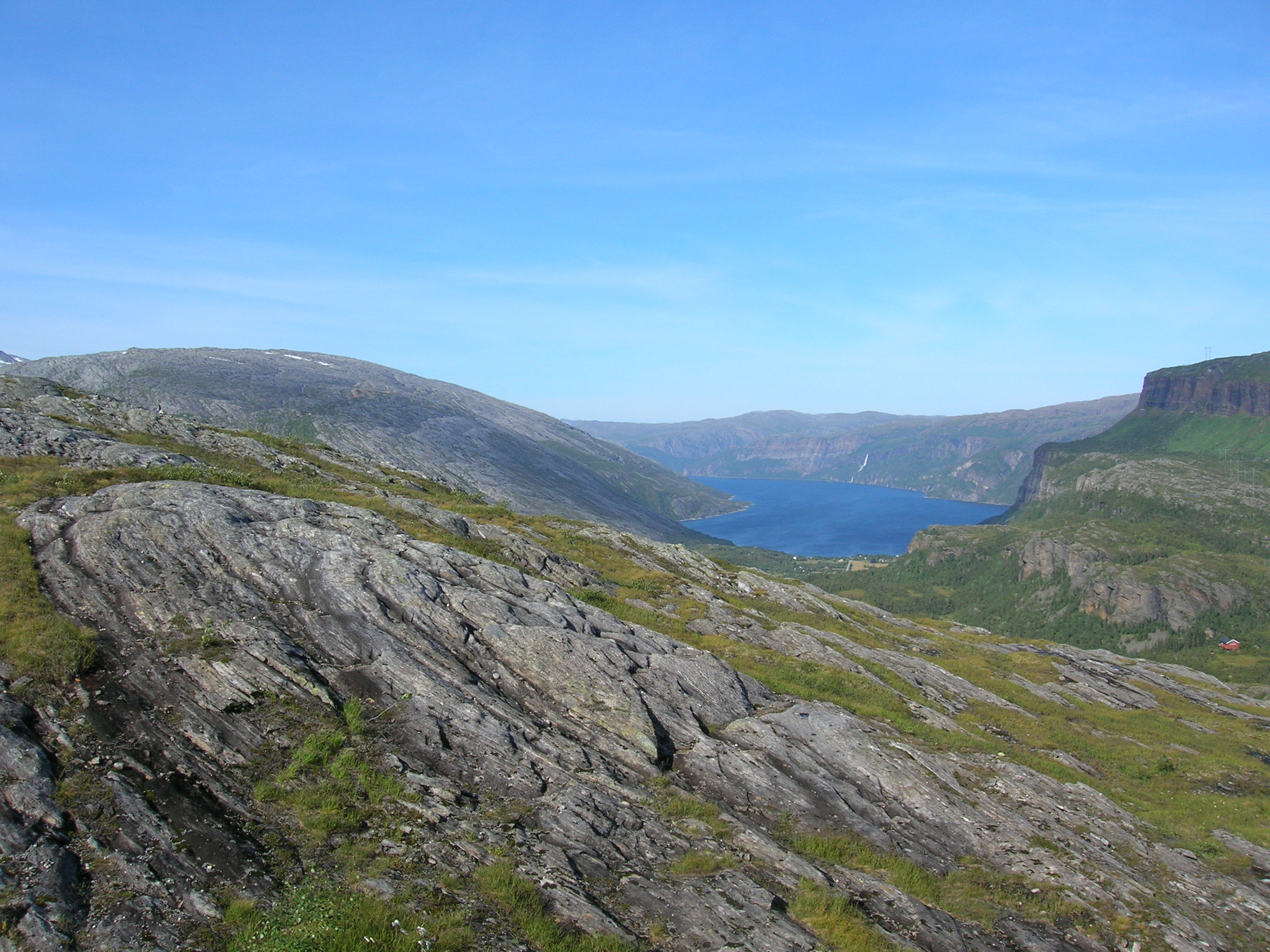
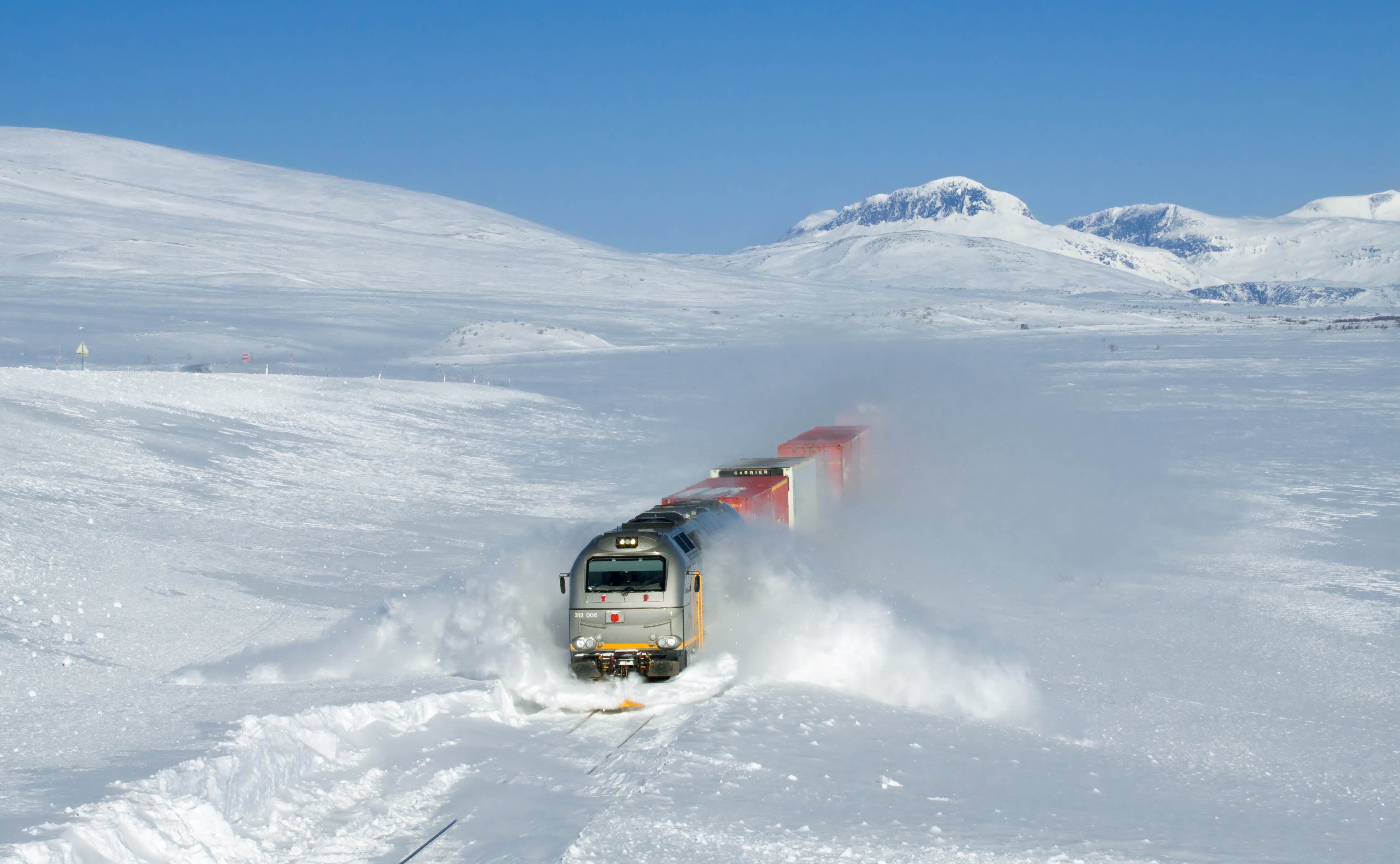
Tren de càrrega a Saltfjellet
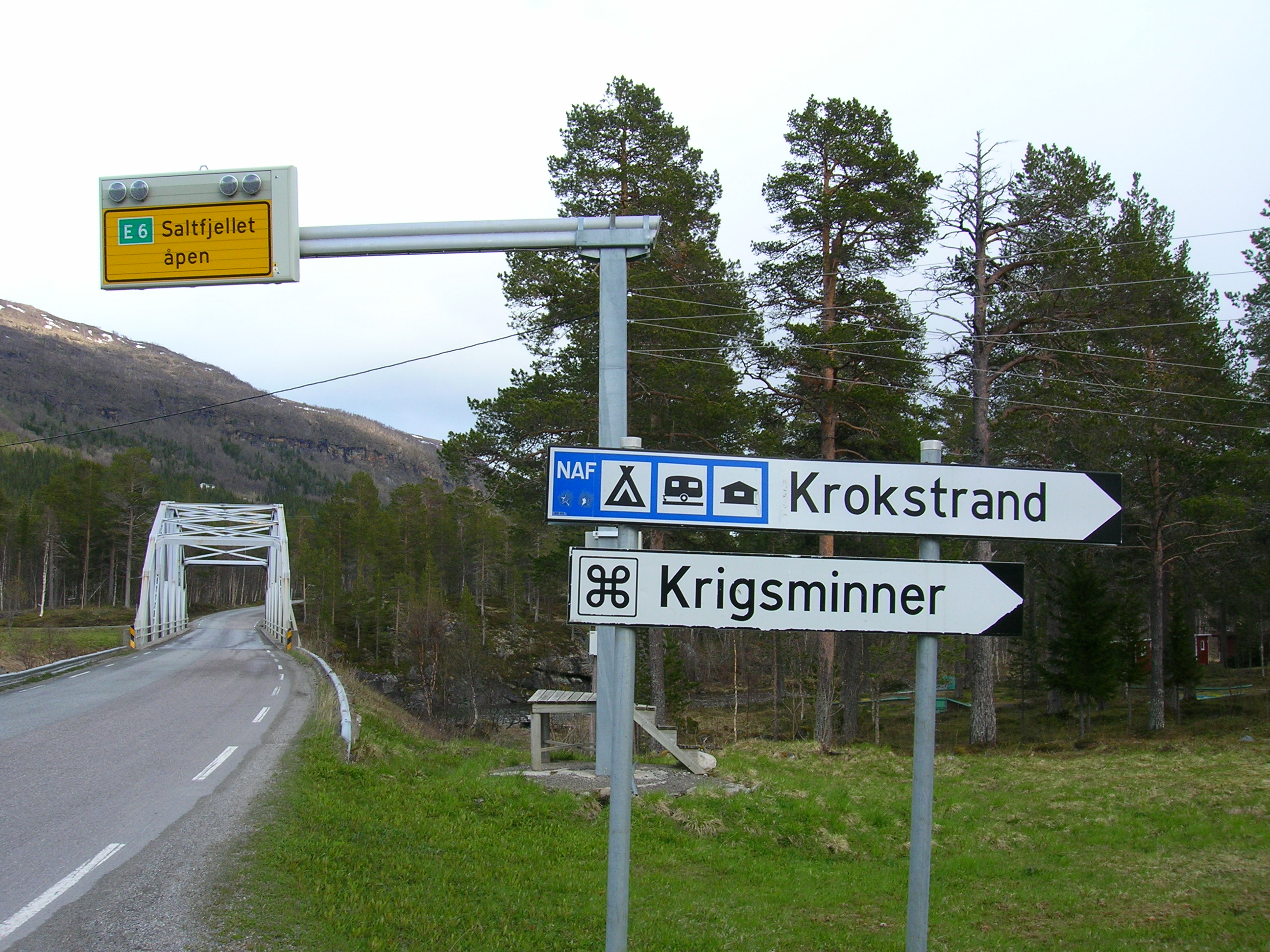
Carretera E06 des del sud, l'ascens s'inicia prop de Krokstrand, a la vall de Dunderland.
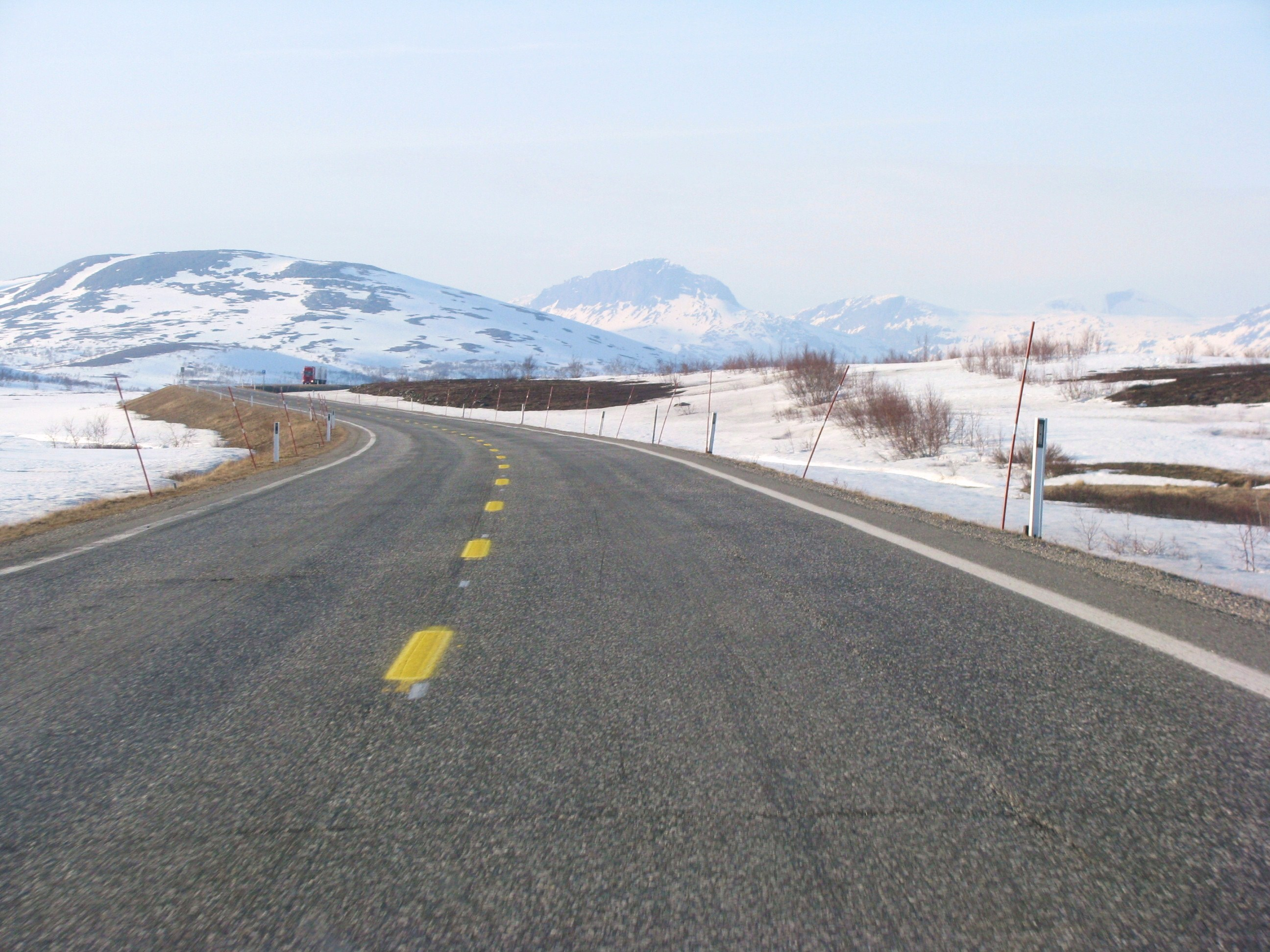
E06 a Saltfjell, maig 2011.